# Sandnäsudden
Sandnäsudden (finska: Santaniemi) är en udde i Finland. Den ligger i Pyttis och landskapet Kymmenedalen, i den södra delen av landet, 100 km öster om huvudstaden Helsingfors. Sandnäsudden ligger på ön Mogenpört norra sida i Sandnäsfjärden.